# Kristján Jónsson (Politiker)

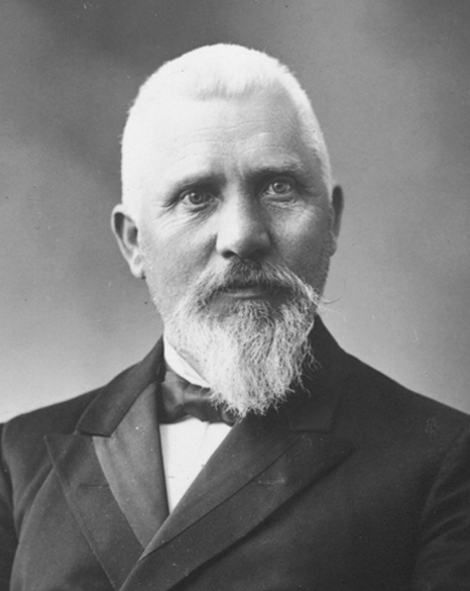
Kristján Jónsson

Kristján Jónsson (* 4. März 1852 in Gautlönd (Island); † 2. Juli 1926) war ein isländischer Politiker (parteilos) und Premierminister.
Von 1893 bis 1905 sowie von 1908 bis 1913 war er Mitglied des isländischen Parlaments, des Althing. Er löste am 14. März 1911 Björn Jónsson als Premierminister ab und blieb bis zum 24. Juli 1912 in diesem Amt. Sein Nachfolger war Hannes Hafstein.
Zwei seiner Brüder waren ebenfalls Politiker, Pétur Jónsson (* 28. August 1858; † 20. Januar 1922, Mitglied des Althing zwischen 1894 und 1922, Industrieminister zwischen 1920 und 1922) und Steingrímur Jónsson (* 27. Dezember 1867; † 29. Dezember 1956, Mitglied des Althing zwischen 1906 und 1915).
Kristján war der Schwiegervater des späteren Premierministers Sigurður Eggerz.